# アンドレ・アントワーヌ

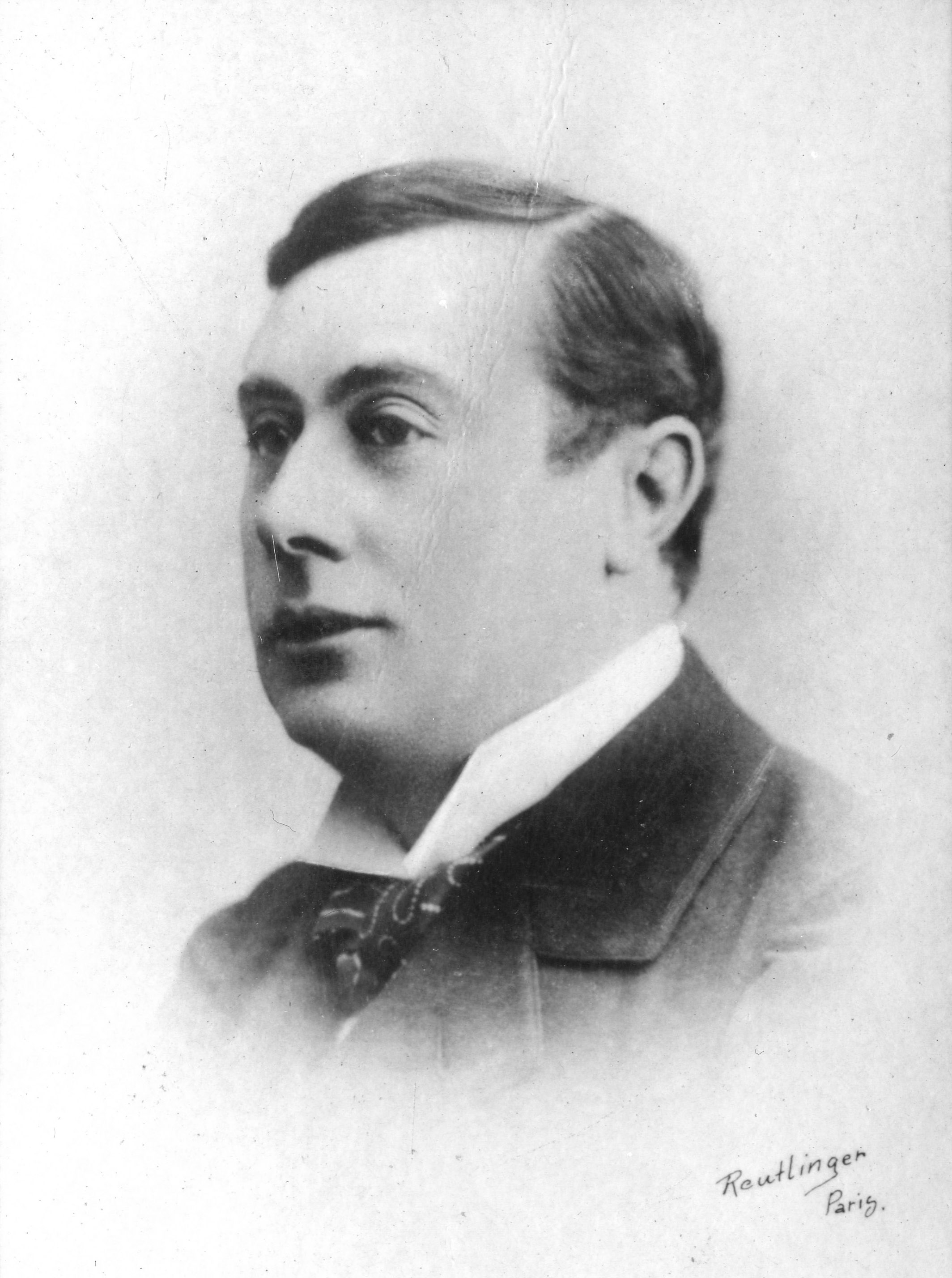
アンドレ・アントワーヌ

アンドレ・アントワーヌ（André Antoine 1858年1月31日 - 1943年10月23日）はフランスの俳優、演出家である。自由劇場を主宰し、リアリズム演劇の先駆けとなった。 
ガス会社に勤める傍ら、アマチュアの演劇サークルに所属し、演技、演出の経験を積んだ。やがて、従来の演劇に物足りなさを覚え、1887年、同志とともに小さな劇場を借り、アントワーヌが主演・演出を務めて「自由劇場」（en:Théâtre Libre）の旗揚げ公演を行った。出し物はエミール・ゾラ原作の『ジャック・ダムール』などで、アントワーヌの写実的な演技が評判になった。その後、トルストイの『闇の力』、イプセンの『幽霊』『野鴨』、ストリンドベリ、ハウプトマンなど北欧の作品も好んで採り上げ、国外にも巡業した。資金難のため、自由劇場の公演は1896年で終わったが、10年ほどの活動の間に演劇界に大きな影響を及ぼし、近代演劇史にその名を残すことになった。
1897年にアントワーヌ座の支配人、1906年にはオデオン座の責任者となり、1914年には映画界へ進出した。